# Yorkshire
Pour les articles homonymes, voir Yorkshire (homonymie) et Comté de York.
Pour la race de chien, voir Yorkshire Terrier.
Le Yorkshire /ˈjɔːk.ʃə(ɹ)/ (en français : comté d’York) est un comté traditionnel d'Angleterre. Ce comté est le plus vaste du Royaume-Uni et est administrativement divisé entre quatre comtés cérémoniaux : le Yorkshire du Nord, le Yorkshire de l'Ouest, le Yorkshire du Sud et le Yorkshire de l'Est. Malgré cela, le Yorkshire est toujours considéré comme une entité culturelle et géographique unique.
La géographie du Yorkshire se caractérise par les grandes étendues protégées des Yorkshire Dales et des North York Moors, bien qu'il abrite également les grands centres urbains de Leeds et Sheffield, qui comptent parmi les plus peuplés d'Angleterre. La rose blanche est son emblème. Le comté même possède son propre hymne régional non officiel, écrit en 1876 : On Ilkla Moor Baht 'at, qui signifie dans le dialecte d'anglais local « Sur Ilkley Moor sans un chapeau ».

## Étymologie
Le nom « Yorkshire » désigne simplement le comté (shire) qui a pour siège la ville d'York. Il est, par écrit, communément abrégé en Yorks.

## Histoire

### Antiquité
Les premiers habitants connus du Yorkshire sont les tribus celtes des Brigantes et des Parisii. Les premiers dominent une grande partie du Nord de l'Angleterre, dont les régions du North Riding et West Riding du Yorkshire. Cette région semble avoir constitué le cœur de leur pouvoir : après la conquête romaine, leur civitas est située à Isurium Brigantum (Aldborough) et six des neuf poleis que Claude Ptolémée leur attribue dans sa Géographie se trouvent sur le territoire du comté. Les Parisii contrôlent quant à eux l'East Riding, avec pour capitale Petuaria (Brough), non loin de l'estuaire de l'Humber.

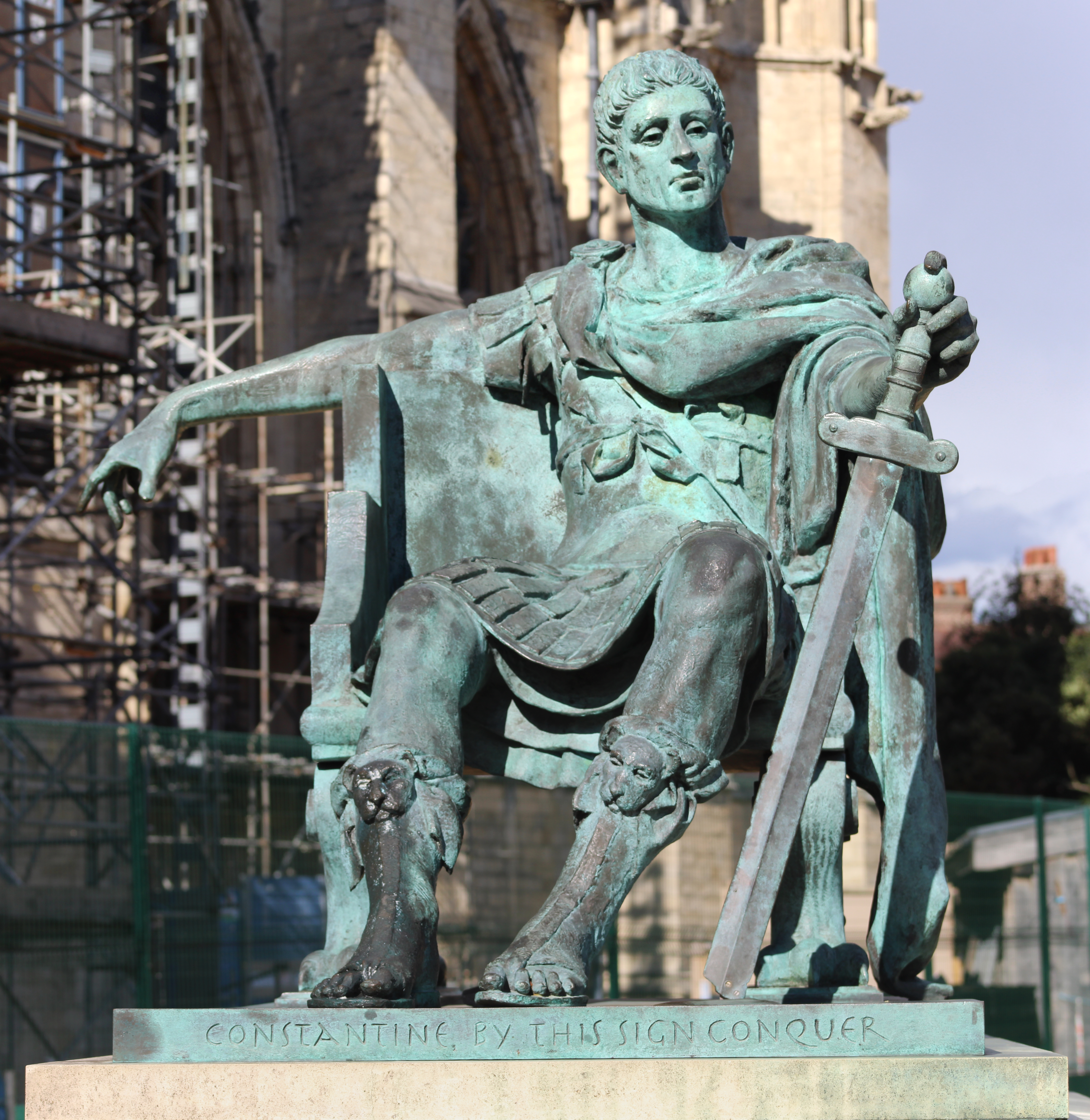
Constantin le Grand.

La conquête romaine de la Grande-Bretagne débute en 43 ap. J.-C., mais le royaume des Brigantes subsiste en tant qu'État client de l'Empire romain sous la reine Cartimandua et son mari Venutius, qui règnent depuis Stanwick St John, dans le Yorkshire du Nord. Cette situation est avantageuse pour les Romains comme pour les Brigantes, considérés comme la tribu la plus belliqueuse de l'île. Tout bascule lorsque Cartimandua divorce de Venutius pour épouser son écuyer Vellocatos. Ses bonnes relations avec Rome lui permettent de rester au pouvoir, mais Venutius suscite plusieurs révoltes contre elle et ses alliés romains. Il parvient à s'emparer du royaume en 69, mais pour peu de temps : le gouverneur Quintus Petillius Cerialis conquiert les Brigantes en 71-72.
Durant cette campagne, la Legio IX Hispana fonde un camp fortifié près du confluent de l'Ouse et de la Foss, qui devient par la suite la principale ville de la région : Eboracum, l'actuelle York. Un siècle plus tard, l'empereur Septime Sévère passe les deux dernières années de sa vie à Eboracum. Elle reçoit le statut de colonie au début du IIIe siècle et devient la capitale de la province de Bretagne inférieure vers la même période. L'empereur Constance Chlore meurt à Eboracum en 306, et son fils Constantin le Grand y est proclamé empereur.
Sous la domination romaine, plusieurs villas sont fondées autour d'Aldborough et d'York, tandis que les Pennines commencent à être exploitées pour leurs minerais de plomb et de fer, ainsi que comme carrières de pierre. Des industries plus spécialisées se développent également autour du jais des falaises côtières, transformé à Eboracum, et du gypse de la région de Calcaria (en) (Tadcaster).

### Moyen Âge
Les garnisons romaines de Grande-Bretagne sont progressivement rappelées à la fin du IVe et au début du Ve siècle, l'île devenant trop coûteuse à défendre par l'empire agonisant. Après la fin de la domination romaine, plusieurs petits royaumes celtiques émergent dans le Yorkshire, notamment celui d'Elmet dans le Yorkshire de l'Ouest et celui de Deira dans le Yorkshire de l'Est. La tribu germanique des Angles commence à s'établir sur le littoral du Yorkshire à partir du Ve siècle et étend peu à peu sa domination vers l'intérieur des terres. L'Elmet est conquis par le roi Edwin de Northumbrie au début du VIIe siècle. Ce même Edwin est le premier roi de Northumbrie à se convertir au christianisme. York, désormais appelée Eoforwic, devient le siège d'un évêché, élevé au rang d'archevêché en 735.
À son apogée, sous le règne des successeurs d'Edwin au VIIe siècle, la Northumbrie s'étend d'Édimbourg à l'Humber et de la mer d'Irlande à la mer du Nord. Les invasions vikings du IXe siècle précipitent sa chute : York est capturée en 867 par les Danois de la Grande Armée païenne et devient, sous le nom de Jórvík, la capitale d'un royaume viking couvrant la majeure partie de l'actuel Yorkshire. Une véritable civilisation anglo-danoise y voit le jour. Grâce aux réseaux commerciaux établis par les Vikings, le royaume prospère, malgré les nombreuses guerres dont il fait l'objet entre Danois du Danelaw, Norvégiens d'Irlande et Anglo-Saxons du Wessex. Ces derniers annexent définitivement la région au milieu du Xe siècle.

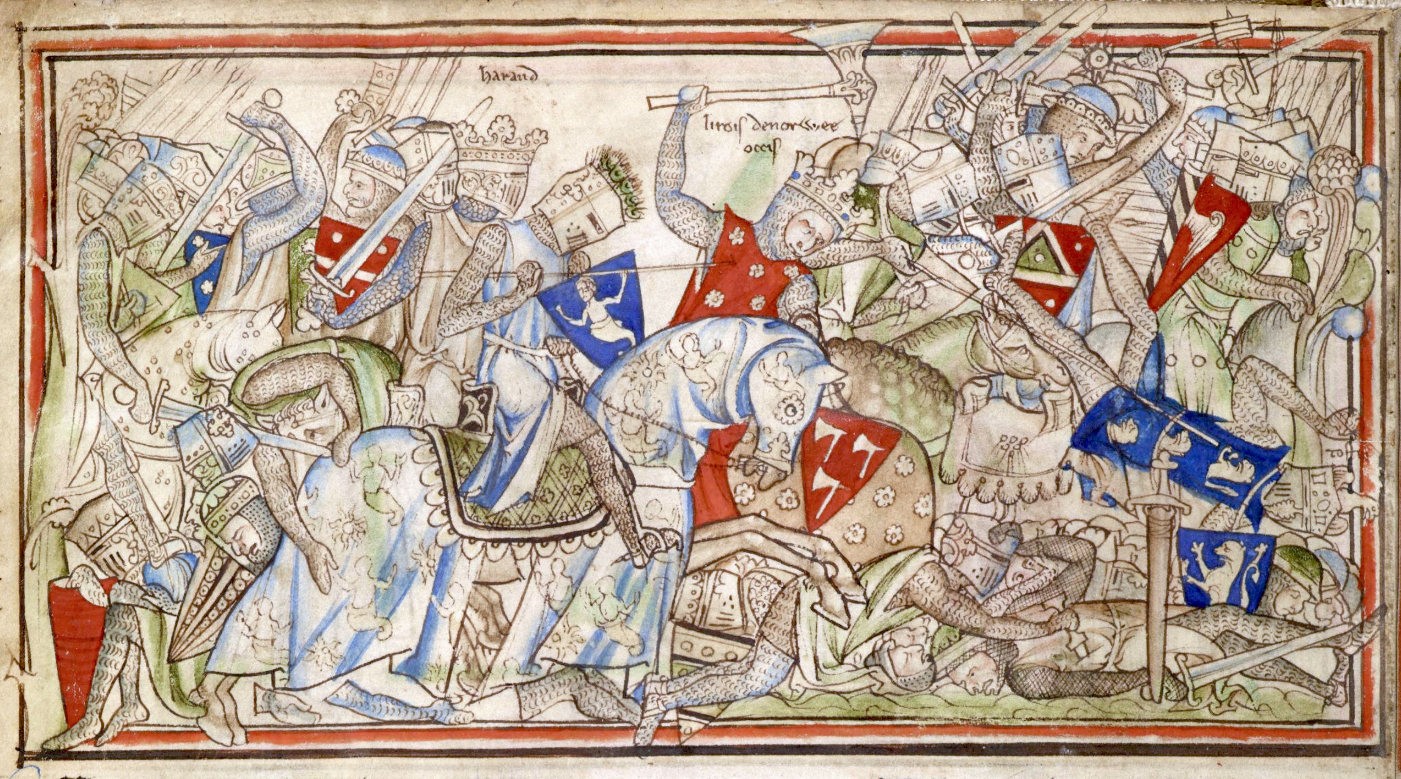
La bataille de Stamford Bridge.

Au sein du royaume d'Angleterre, le Yorkshire relève des comtes de Northumbrie, qui comptent parmi les plus puissants vassaux du roi. Du fait de leur éloignement du pouvoir central, ils bénéficient d'une grande autonomie et agissent parfois en véritables souverains indépendants. En septembre 1066, le roi de Norvège Harald Hardrada débarque dans le Yorkshire pour faire valoir ses droits à la couronne d'Angleterre. Il écrase les Anglais à Fulford et s'empare d'York, mais le roi Harold Godwinson le bat cinq jours plus tard à Stamford Bridge. Cependant, Harold doit immédiatement retourner à marche forcée vers le sud, pour affronter un autre prétendant au trône : Guillaume de Normandie.
La conquête normande de l'Angleterre ne se fait pas sans mal, notamment dans le Nord, et Guillaume est contraint de mener plusieurs campagnes dans le Yorkshire. Ce n'est qu'en 1071 que la région est complètement pacifiée, en grande partie à la suite des campagnes de terre brûlée menées en 1069. La période normande voit la construction de nombreux châteaux forts, ainsi que de nombreuses abbayes. La majeure partie de la population vit de l'agriculture, mais les gisements de fer et de plomb dans les vallées du nord sont également exploités, et une industrie lainière se développe, d'abord dans les grandes villes, puis dans les communautés rurales du West Riding. Au début du XIVe siècle, la région est durement touchée par la Grande famine de 1315-1317, puis par l'épidémie de Peste noire de 1349.
Au XVe siècle, la guerre des Deux-Roses oppose la maison d'York à la maison de Lancastre pour le trône d'Angleterre. Plusieurs affrontements prennent place sur le sol du Yorkshire, notamment les batailles de Wakefield (1460) et de Towton (1461), cette dernière étant la plus meurtrière jamais disputée sur le sol anglais. Le roi yorkiste Édouard IV crée en 1474 le Conseil du Nord pour assurer la bonne administration du Nord de l'Angleterre. Après avoir triomphé de la maison de Lancastre, la maison d'York est à son tour évincée en 1485, lorsque Richard III est tué à Bosworth par Henri Tudor.

### Époque moderne

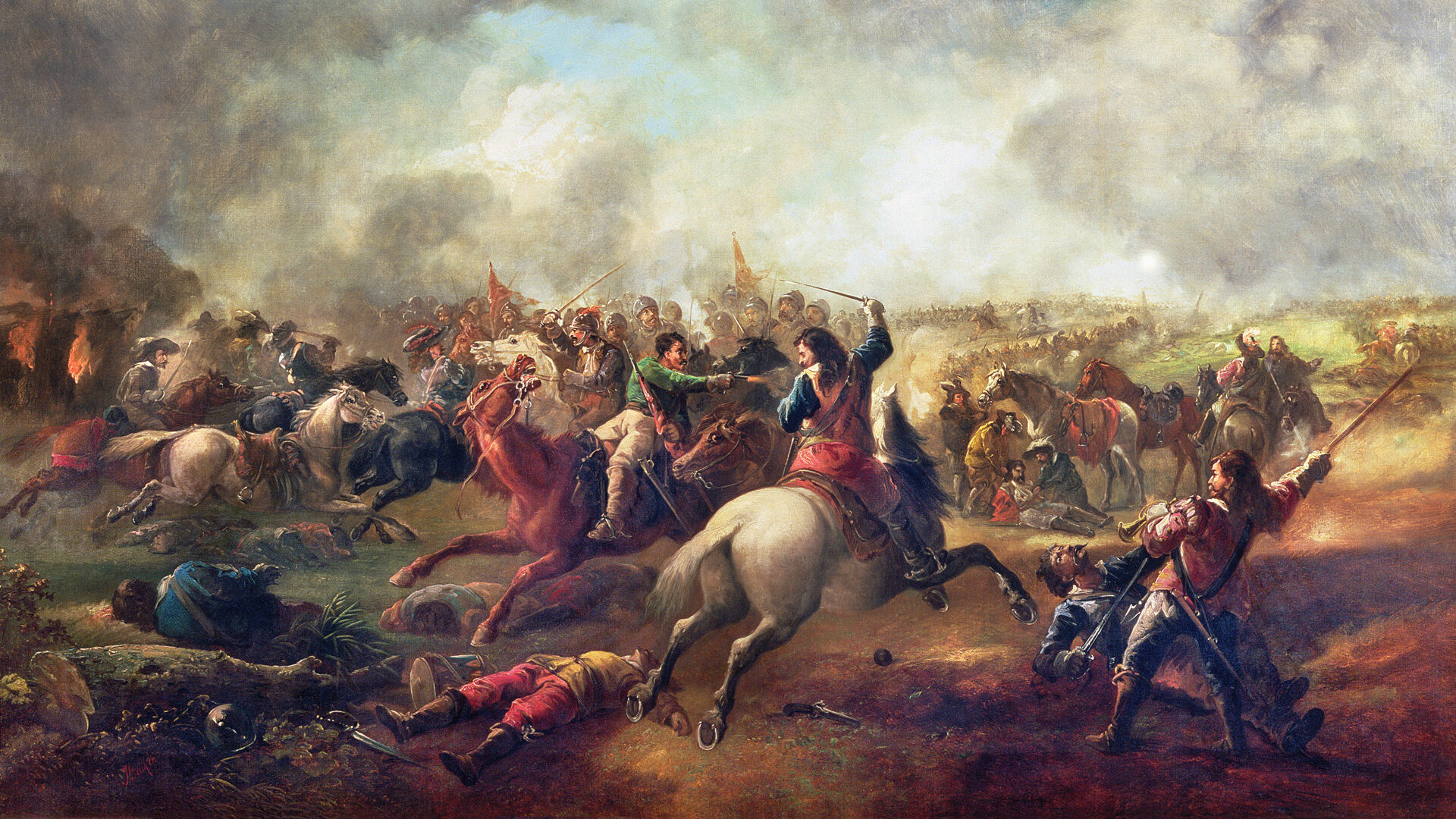
La bataille de Marston Moor.

En 1536, lors de la Réforme anglaise, le Yorkshire voit se produire un soulèvement populaire contre les actions anti-catholique du roi Henri VIII, le Pèlerinage de Grâce. Il est violemment réprimé par les forces royales. Bon nombre d'habitants du Yorkshire continuent à professer en secret la foi catholique et finissent exécutés sous le règne d'Élisabeth Ire, dont Marguerite Clitherow, canonisée en 1970. En 1579, les barons catholiques du Nord tentent de remplacer Élisabeth par sa cousine, la catholique Marie d'Écosse, mais le Soulèvement du Nord se solde par un échec. Malgré ces divisions religieuses, la population du Yorkshire connaît une croissance importante sous le règne d'Élisabeth, qui s'accompagne d'un développement de l'industrie lainière dans des villes comme Leeds. L'extraction du charbon commence également à jouer un rôle important dans le West Riding.
La Première Révolution anglaise, qui dure entre 1642 et 1651, voit le Yorkshire divisé : quelques mois avant le début des hostilités, la ville de Hull refuse de laisser le roi Charles Ier franchir ses portes, tandis que le North Riding se révèle farouchement royaliste durant le conflit. Depuis leur bastion d'York, les Cavaliers s'emparent brièvement de Leeds et de Wakefield et remportent la bataille d'Adwalton Moor en juin 1643. Néanmoins, les partisans du Parlement parviennent à renverser la tendance, et leur victoire à Marston Moor leur permet d'occuper la totalité du Yorkshire. Par la suite, de nombreux Cavaliers émigrent vers les Amériques durant la dictature cromwellienne.

### Époque contemporaine
Les premiers canaux et péages routiers apparaissent dans le Yorkshire à la fin du XVIIIe siècle. La Révolution industrielle permet une croissance importante des industries du textile, du charbon et de l'acier, notamment à Sheffield et à Rotherham. Ce développement économique se fait au prix de conditions de vie difficile dans les grandes villes, avec des épidémies de choléra en 1832 et en 1848. La situation s'améliore lentement au fil du temps. Les premières lignes de chemin de fer sont ouvertes sous l'égide de plusieurs compagnies (North Yorkshire Moors Railway, Lancashire and Yorkshire Railway, South Yorkshire Railway). Une forme de tourisme commence également à apparaître autour des stations balnéaires de Harrogate et Scarborough.
De 1750 à 1850, l'Angleterre était le leader mondial de la production de plomb, grâce à ses mines situées dans la partie septentrionale du massif des Pennines, qui s'étend du nord au centre de l'Angleterre, entre Carlisle à l'ouest et Darlington à l'est. Les principaux gisements se trouvaient à Teesdale, Weardale, Tynedale et la vallée de la Derwent. Les mines étaient aussi nombreuses dans le Yorkshire, particulièrement à Swaledale et Arkengarthdale.
En 1889, le Yorkshire est administrativement divisé en trois conseils de comtés (county councils) correspondant à ses trois ridings traditionnels (North, West et East, à l'exception des grandes villes qui deviennent des boroughs de comtés (county boroughs) indépendants. Cette situation persiste jusqu'en 1974, date à laquelle le Local Government Act 1972 entre en vigueur pour donner naissance aux trois comtés actuels. Quelques parties du Yorkshire sont rattachées aux comtés voisins de Cleveland, de Cumbria, de Durham, du Grand Manchester et du Lancashire, tandis que l'East Riding est rattaché au comté d'Humberside.

## Géographie

### Géographie physique

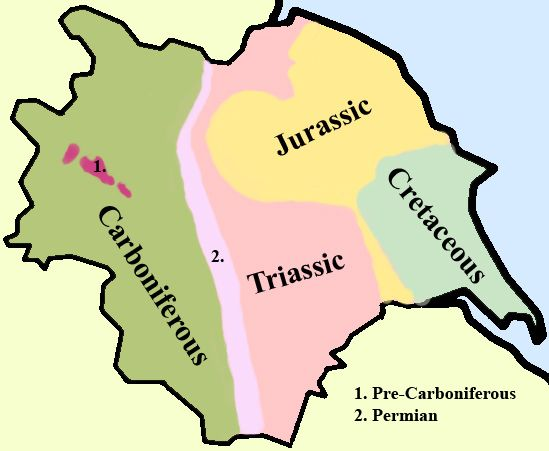
Géologie du Yorkshire.

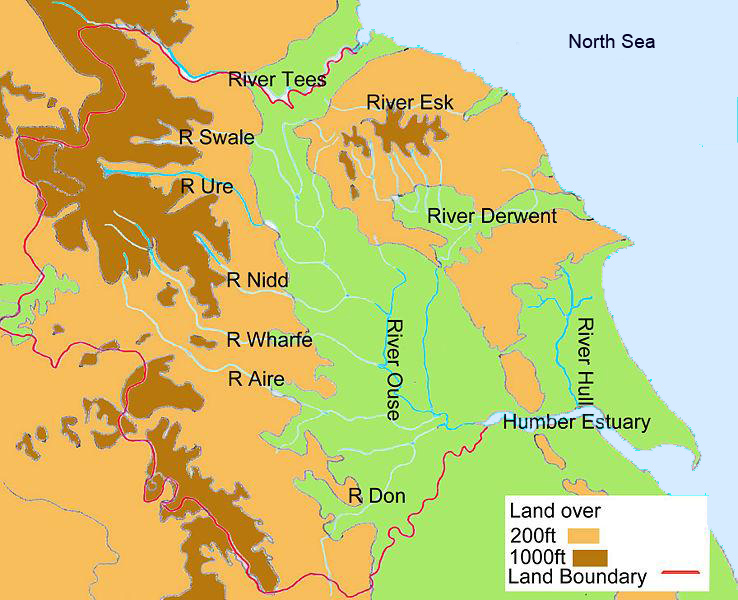
Les principaux cours d'eau du Yorkshire.

Les frontières historiques du Yorkshire sont la Tees au nord, l'Humber au sud, la mer du Nord à l'est et les Pennines à l'ouest. Ses grandes régions topographiques correspondent chacune à une période géologique précise : les Pennines se sont formées au Carbonifère et la vallée centrale au Permien/Trias, tandis qu'au nord-est, les North York Moors datent du Jurassique, et au sud-est, les plateaux crayeux des Wolds du Yorkshire remontent au Crétacé.
De nombreux cours d'eau drainent le Yorkshire. La plupart appartiennent au bassin de l'Ouse, formée par l'union de la Swale et de l'Ure. Ses principaux affluents sur la main droite sont la Nidd, la Wharfe, l'Aire, la Calder et la Don. Chacune de ces rivières creuse une vallée appartenant aux Yorkshire Dales : Swaledale, Wensleydale (Ure), Nidderdale, Wharfedale, Airedale, Calderdale, etc.
Dans le nord du comté, la Tees traverse le Teesdale d'ouest en est et se jette dans la mer du Nord en aval de Middlesbrough. Plus au sud, l'Esk suit un cours à peu près parallèle au pied des North York Moors et se jette dans la mer à Whitby. La Derwent prend sa source dans les Moors, traverse le Vale of Pickering et se jette dans l'Ouse à Barmby on the Marsh. À l'est des Wolds, la Hull coule vers le sud et se jette dans l'Humber à Kingston-upon-Hull. Aux confins occidentaux du Yorkshire, la Ribble prend sa source dans les Pennines, puis elle traverse le Lancashire pour aller se jeter dans la mer d'Irlande.
Le Yorkshire abrite deux parcs nationaux : les North York Moors et les Yorkshire Dales. Celui de Peak District s'étend également en partie sur le Yorkshire de l'Ouest et le Yorkshire du Sud. Le comté abrite les AONB du Nidderdale et des Howardian Hills. Trois sections du littoral sont distinguées comme Heritage Coast : Spurn Point, Flamborough Head et la côte des North York Moors, pour leurs falaises de jais (Whitby), de calcaire (Filey) ou de craie (Flamborough). Spurn Point est également une réserve naturelle nationale (NNR) sous la protection du Yorkshire Wildlife Trust. Plusieurs réserves naturelles sont gérées par la Société royale pour la protection des oiseaux, comme celle des falaises de Bempton qui abrite des espèces telles que le Fou de bassan, le Macareux moine ou le Petit Pingouin.
Outre ses falaises, le littoral du Yorkshire présente également des plages de sable très prisées des touristes, par exemple à Scarborough ou à Whitby.

### Divisions administratives

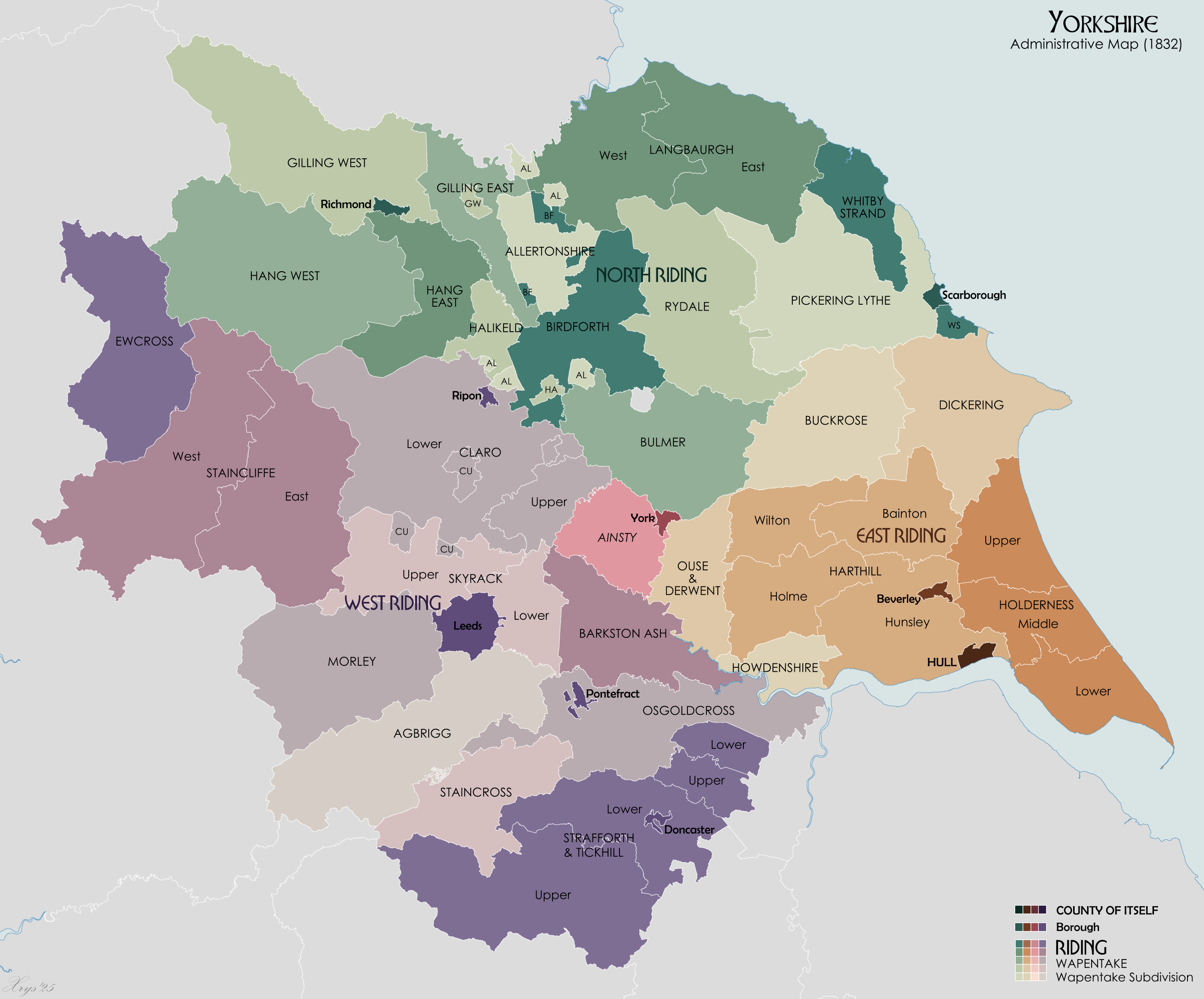
Les trois ridings du Yorkshire en 1832.

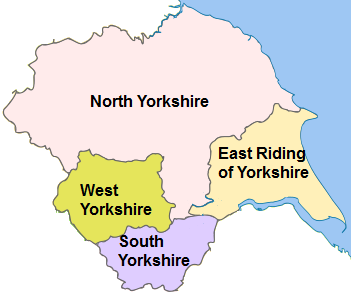
Les subdivisions actuelles du Yorkshire.

Le Yorkshire est traditionnellement divisé en trois ridings, terme d'origine viking dérivé de threthingr « tiers, troisième partie » : le North Riding, le West Riding et l'East Riding. Ces ridings étaient à leur tour subdivisés en wapentakes.
À l'occasion du remembrement du 1er avril 1974, le Yorkshire a été divisé en trois entités :
- le comté non métropolitain du Yorkshire du Nord ;
- le comté métropolitain du Yorkshire de l'Ouest ;
- le comté métropolitain du Yorkshire du Sud.

Une quatrième entité, l'autorité unitaire du Yorkshire de l'Est, a été créée en 1996 à partir de l'ancien comté d'Humberside.
Ces quatre entités sont considérées comme des comtés cérémoniaux depuis 1997. Elles appartiennent toutes à la région du Yorkshire-et-Humber, à l'exception de trois autorités unitaires du nord du Yorkshire du Nord, qui relèvent de l'Angleterre du Nord-Est : Redcar et Cleveland, Middlesbrough et Stockton-on-Tees.
Le Yorkshire du Nord est gouverné par le North Yorkshire County Council, à l'exception de ses quatre autorités unitaires, qui gèrent seules leurs affaires. Ce n'est plus le cas du Yorkshire de l'Ouest, ni du Yorkshire du Sud, car les conseils des comtés métropolitains ont été abolis en 1986. Dans ces deux comtés, les affaires sont directement gérées au niveau des districts, qui sont donc gouvernées comme des autorités unitaires.

### Circonscriptions électorales
À l'origine, le Yorkshire constitue une seule circonscription électorale, qui envoie deux députés au Parlement d'Angleterre (jusqu'en 1707), puis de Grande-Bretagne (jusqu'en 1801) et enfin du Royaume-Uni. À partir de 1826, son nombre de députés passe à quatre. Les grandes villes du comté constituent elles aussi des circonscriptions représentées par un ou plusieurs députés, par exemple York.
La circonscription unique du Yorkshire est abolie par le Reform Act 1832 et remplacée par trois circonscriptions correspondant aux ridings, chacune envoyant deux députés au Parlement. La circonscription du West Riding est encore divisée en trois en 1865. Le Redistribution of Seats Act 1885 redessine la carte électorale du pays et introduit vingt-six circonscriptions supplémentaires dans le seul Yorkshire. Le Local Government Act 1888 et le Representation of the People Act 1918 viennent encore apporter quelques modifications, suivies d'autres ajustements dans les années 1950. En 2010, le Yorkshire du Nord envoie 8 députés à la Chambre des communes, le Yorkshire du Sud 14, le Yorkshire de l'Ouest 22, et le Yorkshire de l'Est deux (en comptant Kingston upon Hull).
Pour les élections au Parlement européen, le Yorkshire relève de la circonscription de Yorkshire-et-Humber, qui élit six députés.

### Principales villes
Le Yorkshire est l'une des régions les plus industrialisées et peuplées du Royaume-Uni. De ce fait, il abrite de nombreuses agglomérations :
| Ville              | Comté cérémonial | Population |
| ------------------ | ---------------- | ---------- |
| Barnsley           | Sud              | 81 251     |
| Bradford           | Ouest            | 293 717    |
| Dewsbury           | Sud              | 54 341     |
| Doncaster          | Sud              | 127 851    |
| Halifax            | Ouest            | 82 056     |
| Harrogate          | Nord             | 71 594     |
| Huddersfield       | Ouest            | 146 234    |
| Keighley           | Ouest            | 70 000     |
| Kingston-upon-Hull | Est              | 256 100    |
| Leeds              | Ouest            | 750 700    |
| Middlesbrough      | Nord             | 138 400    |
| Rotherham          | Sud              | 117 262    |
| Scarborough        | Nord             | 50 135     |
| Sheffield          | Sud              | 551 800    |
| Wakefield          | Ouest            | 76 886     |
| York               | Nord             | 197 800    |

## Économie

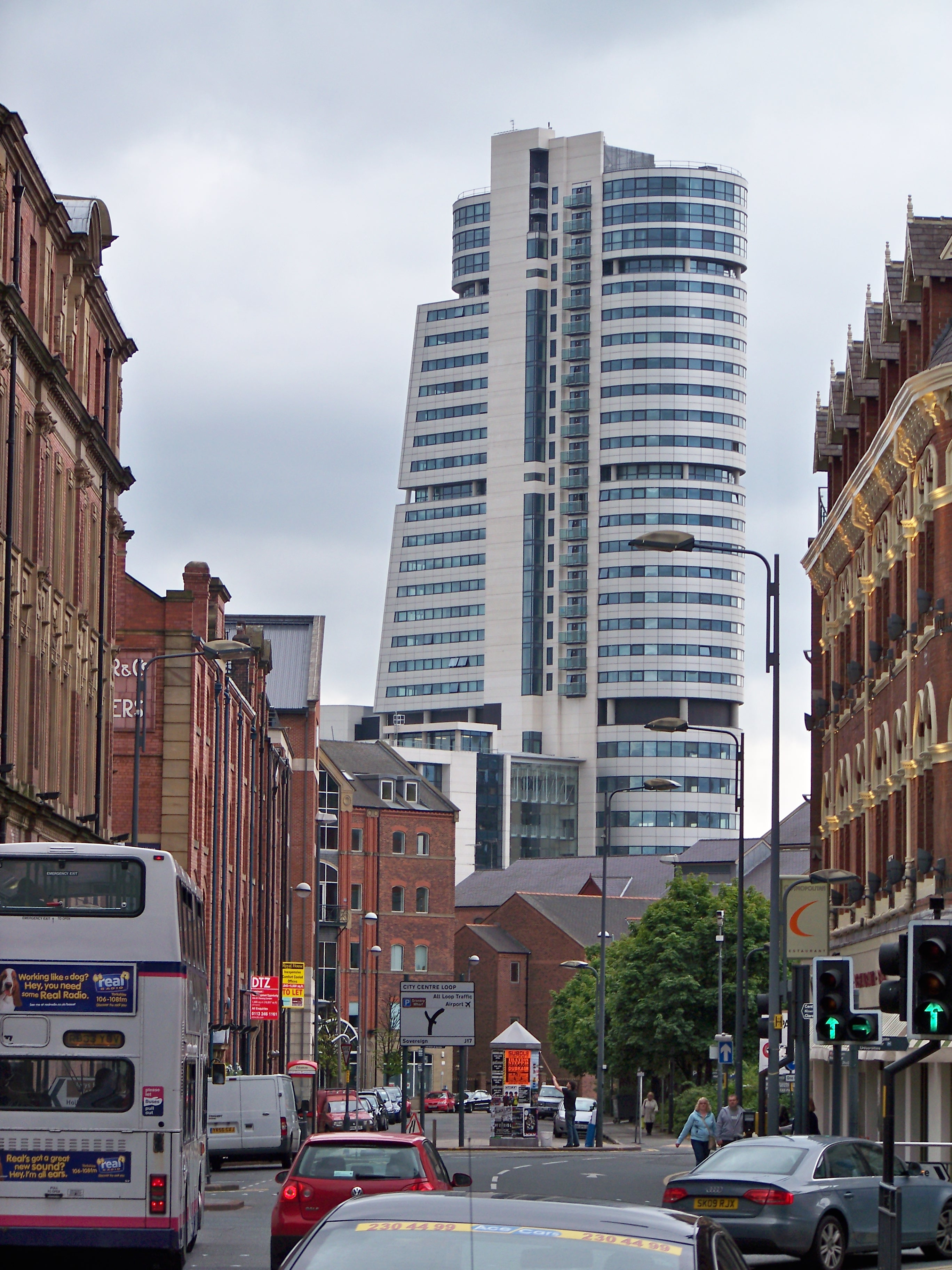
Bridgewater Place, à Leeds.

Leeds est la principale ville du Yorkshire et le cœur de son activité économique : c'est l'une des principales places boursières du Royaume-Uni. Les services se sont également développés à Sheffield, où l'industrie lourde des aciéries s'est réorientée vers des productions de pointe plus spécialisées. Les villes comme Bradford, Halifax, Keighley et Huddersfield ont connu un déclin de l'industrie lainière.
Le tourisme est particulièrement fort dans le Yorkshire du Nord, avec ses deux parcs nationaux et les villes d'York et Scarborough. L'agriculture y reste très présente, mais plus diversifiée que par le passé. À partir du XIXe siècle et durant la majeure partie du XXe siècle, l'exploitation du charbon occupe une place importante dans le sud du comté, notamment autour de Barnsley et de Wakefield. Les puits commencent à fermer dans les années 1980, malgré le conflit social particulièrement violent qu'a constitué la grève des mineurs de 1984-1985. Ces fermetures se poursuivent dans les décennies qui suivent.

## Transports

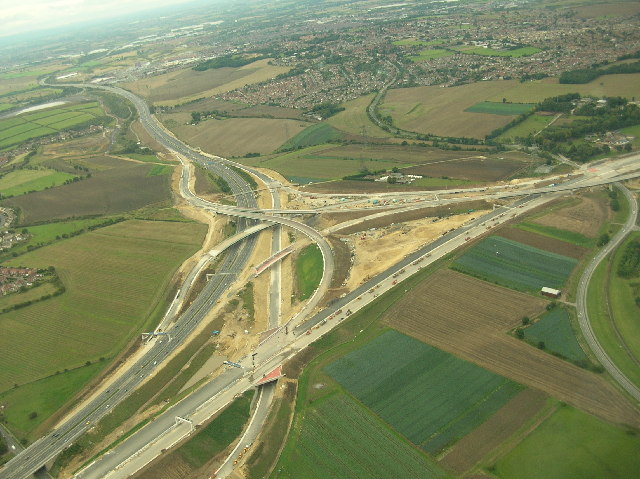
Jonction entre l'autoroute M62 et la route A1 près de Ferrybridge.

La principale voie de circulation du Yorkshire est la route A1, qui relie Londres à Édimbourg en traversant le cœur du comté. Plus à l'est, la A19 relie Doncaster et Newcastle upon Tyne. L'autoroute M62 traverse le comte d'est en ouest, reliant Hull à Manchester et à la région du Merseyside. Au sud, l'autoroute M1 relie Leeds à Londres.
Les principales voies de chemin de fer sont la East Coast Main Line (Londres-Édimbourg) et la TransPennine Express (Hull-Liverpool via Leeds). Avant le développement du transport ferroviaire, les ports de Hull et Whitby jouaient un rôle important dans le transport de marchandises, de même que les canaux comme celui entre Leeds et Liverpool. Un service de ferries exploité par P&O Ferries relie Hull aux Pays-Bas et à la Belgique via la mer du Nord. Le Yorkshire est également accessible par avion par les aéroports de Leeds-Bradford et de Doncaster-Sheffield.

## Culture

### Symboles
Le symbole du Yorkshire est la rose blanche, emblème de la maison d'York. Elle figure notamment sur le drapeau du Yorkshire, reconnu par le Flag Institute en 2008, ainsi que sur les drapeaux des trois ridings, adoptés en 2013.

Drapeau du Yorkshire
Drapeau de l'East Riding
Drapeau du North Riding
Drapeau du West Riding

Depuis 1975, le Yorkshire Day est célébré le 1er août.

### Littérature
L'histoire littéraire du Yorkshire remonte à la période anglo-saxonne, avec des auteurs comme Alcuin, Cædmon ou Wilfrid. Les écrivains les plus connus sont les sœurs Brontë, originaires du village de Haworth, dans le West Riding. Les Hauts de Hurlevent d'Emily Brontë (1847) se déroule dans les landes du Yorkshire, et inclut plusieurs personnages qui parlent dans le dialecte caractéristique de la région.
Le Yorkshire a également produit plusieurs romanciers célèbres au XXe siècle, parmi lesquels J. B. Priestley, Alan Bennett, Margaret Drabble, A. S. Byatt, Barbara Taylor Bradford et James Herriot. Les poètes Ted Hughes, W. H. Auden, William Empson, Simon Armitage et Andrew Marvell en sont également issus.

### Musique
Le Yorkshire possède une solide tradition de musique folklorique et traditionnelle, illustrée par son hymne non officiel, On Ilkla Moor Baht 'at, chanté dans le dialecte local. Le comté abrite de nombreux clubs folk et plusieurs musiciens de la région se sont illustrés dans ce genre, comme le groupe The Watersons ou la chanteuse Kate Rusby. Il existe également de nombreuses fanfares, héritées du passé minier du comté, comme le Yorkshire Imperial Band (en), le Grimethorpe Colliery Band (en) ou le Carlton Main Frickley Colliery Band (en). La Long Sword dance est une danse traditionnelle généralement dansée aux fêtes de fin d'année : on pense qu'elle remonte à des rites de fertilité des récoltes. Contrairement à plusieurs autres danses traditionnelles anglaises, essentiellement interprétées par des troupes folkloriques, ces danses sont souvent encore pratiquées dans les associations villageoises : les Grenoside Sword Dancers, les Goathland Plough Stots et les Flamborough Sword Dancers à l'occasion du Boxing Day ou du « lundi des labours. »
Durant la seconde moitié du XXe siècle, plusieurs groupes de musique populaire issus du Yorkshire ont connu une renommée mondiale, à l'image de Def Leppard dans les années 1980 ou des Arctic Monkeys dans les années 2000, deux groupes originaires de Sheffield. La scène post-punk des années 1980 a donné naissance à de nombreux groupes, dont The Sisters of Mercy, The Cult, Gang of Four, ABC, The Human League, Soft Cell et The Wedding Present.

### Patrimoine
Beningbrough Hall, est une propriété du National Trust située juste à l'extérieur d'York. C'est l'un des trois partenaires régionaux du Musée et présente plus de 130 portraits du Musée datant du XVIIIe siècle.

Beningbrough
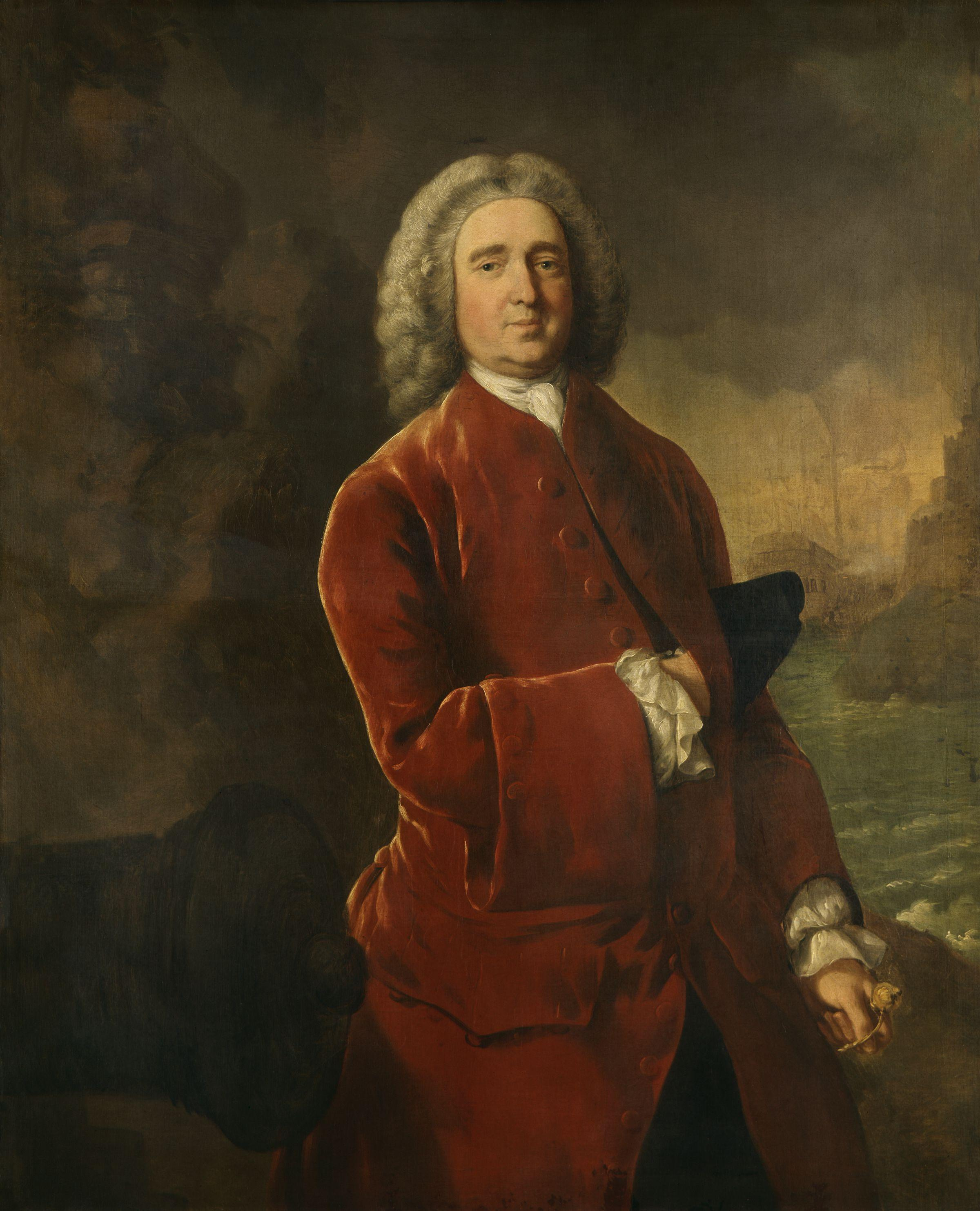
Edward Vernon, v. 1753 par Thomas Gainsborough
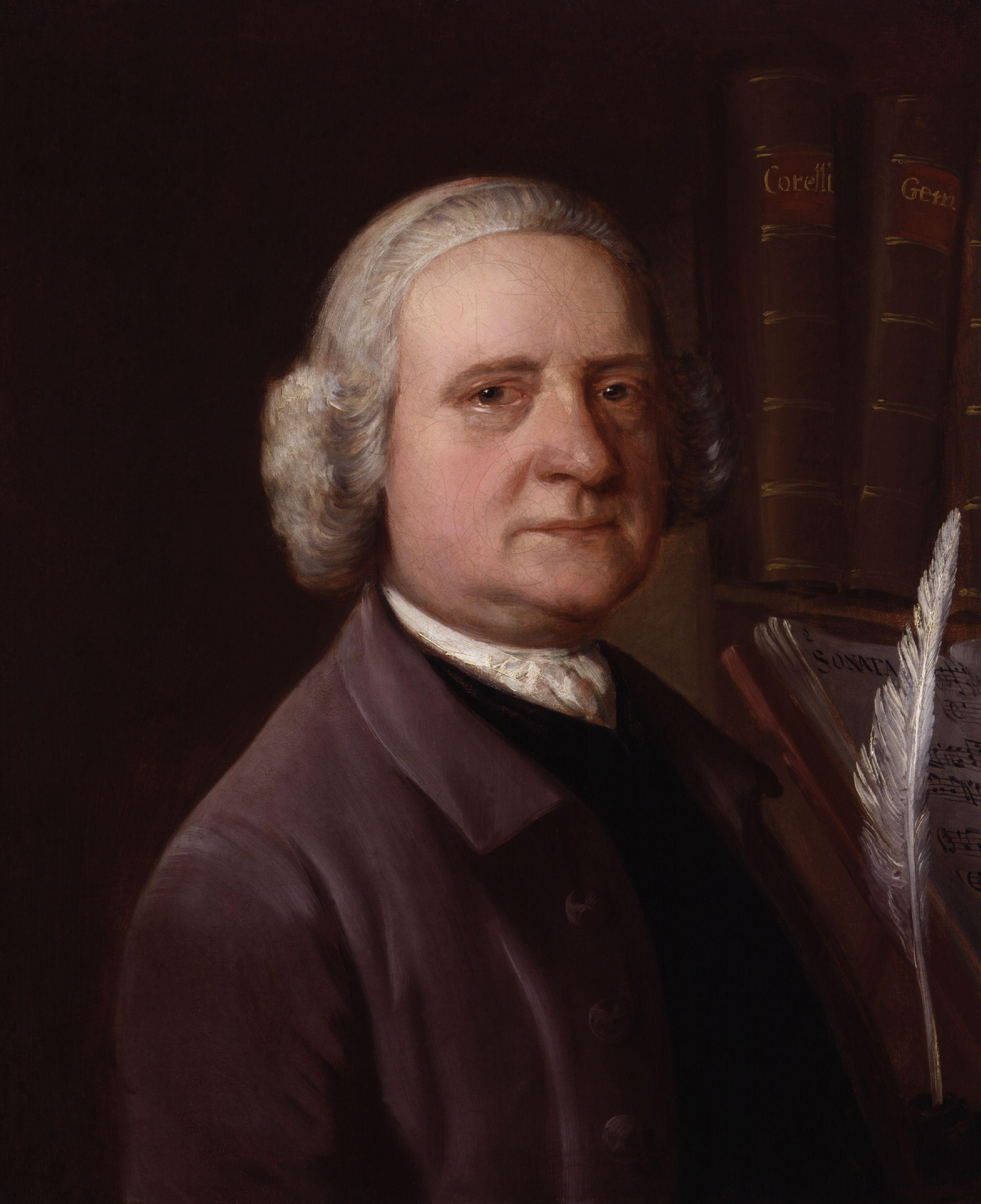
Joseph Gibbs, v. 1755 par Thomas Gainsborough

### Sport

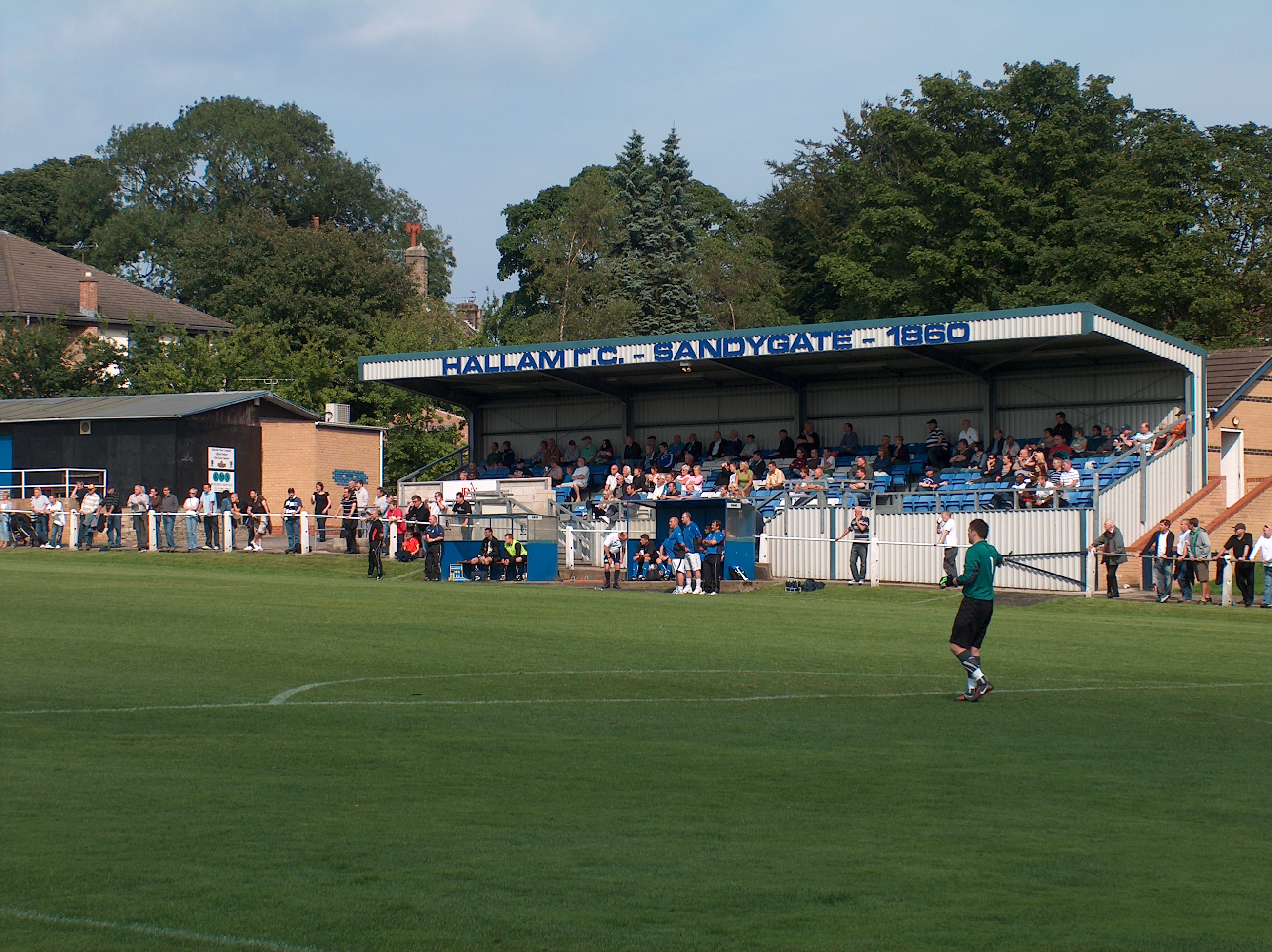
Sandygate Road.

En cricket, le Yorkshire County Cricket Club, fondé en 1890, participe au County Championship. Il l'a remporté à trente reprises, ce qui en fait de loin le club le plus couronné. Plusieurs joueurs de cricket célèbres sont nés dans le Yorkshire, parmi lesquels Geoff Boycott, Len Hutton, Herbert Sutcliffe et Fred Trueman.
Le Yorkshire a joué un rôle important dans les débuts du football. Le Sheffield Football Club, fondé en 1857, est reconnu par la FIFA comme le plus ancien club de football au monde, et Sandygate Road, dans la banlieue de Sheffield, est le plus ancien stade de football au monde : le premier match ayant opposé deux clubs s'y déroule en 1860 entre Sheffield et Hallam. L'élaboration des lois du football se fait en grande partie à partir des règles de Sheffield. Parmi les clubs du Yorkshire, quatre ont remporté au moins une fois le championnat d'Angleterre de football : Sheffield United, Sheffield Wednesday, Huddersfield Town et Leeds United. De nombreux footballeurs célèbres sont originaires du Yorkshire, parmi lesquels Gordon Banks et Kevin Keegan.
Le rugby à XIII est né en 1895 à Huddersfield à la suite d'une scission au sein de la Rugby Football Union. De nombreux clubs du Yorkshire disputent la Super League, dont les Leeds Rhinos, Hull FC et les Huddersfield Giants. Huit natifs du Yorkshire figurent au Temple de la renommée du rugby à XIII britannique : Billy Batten, Jonty Parkin, Harold Wagstaff, Neil Fox, Roger Millward, Ellery Hanley, Garry Schofield et Mick Sullivan.

## Télévision
La série télévisée britannique Downton Abbey est censée se dérouler dans le Yorkshire. Les séries télévisées britanniques All Creatures Great and Small et Last of the Summer Wine se déroulent dans le Yorkshire, de même que le film de 2017 Seule la terre.

## Personnalités
Les personnalités suivantes sont nées dans le Yorkshire :